# Reinoud van Vaudémont
Reinoud van Vaudémont (1252-1279) was van 1278 tot aan zijn dood graaf van Vaudémont. Hij behoorde tot het huis Lotharingen.

## Levensloop
Reinoud was de oudste zoon van graaf Hendrik I van Vaudémont en Margaretha van La Roche, dochter van Gwijde I van La Roche.
In 1265 begeleidde hij zijn vader toen die deelnam aan de expeditie van Karel van Anjou om het koninkrijk Sicilië te veroveren. Ook reisde hij naar Griekenland om zijn familie langs moederskant te bezoeken. 
In 1278 volgde hij zijn vader op als graaf van Vaudémont. Reinoud bestuurde het graafschap nog geen jaar, omdat hij tussen januari en maart 1279 stierf. 